# 에두 망가
에두 망가 (1967년 2월 2일 ~ )는 브라질의 전 축구 선수이다.

## 통계
| 브라질 | 브라질 | 브라질 |
| 연도   | 출전   | 골     |
| ------ | ------ | ------ |
| 1987   | 2      | 0      |
| 1988   | 3      | 0      |
| 1989   | 5      | 0      |
| 합계   | 10     | 0      |